# Love Collection
Love Collection — сборник итальянской певицы Мины, выпущенный в 2000 году на лейбле EMI. В него вошли песни на любовную тематику, записанные между 1970 и 1993 годами, но не включены основные хиты певицы. Альбом достиг шестнадцатой позиции в итальянском чарте альбомов.

## Отзывы критиков
| Оценки критиков | Оценки критиков |
| Источник        | Оценка          |
| --------------- | --------------- |
| AllMusic        | [ 3 ]           |

Брэдли Торреано из AllMusic написал: «Её великолепный голос был одним из самых запоминающихся в поп-музыке XX века, и она прославилась по всей Европе как потрясающая певица. Именно по этой причине Love Collection является одним из самых разочаровывающих альбомов, которые только можно представить для музыканта её уровня. В пресных, безликих треках, которые ей приходится петь, почти нет той искры и энергии, которые сделали её предыдущий материал таким замечательным. Вместо этого у нее нет ничего, кроме клавишных, драм-машин и дрянных песен. Отдайте должное стараниям Мины — её вокал по-прежнему является потрясающей изюминкой ужасного в остальном альбома. Её исполнение иногда перекрывает плохую песню, как, например, в „E tu come stai?“. Но в большинстве случаев это те же вызывающие зевоту клавишные, те же общие мелодии и тот же прекрасный голос, пытающийся что-то из них извлечь. Инструментал сопровождающий этот альбом по-новому определяет, насколько скучной может быть музыка. Это благородный эксперимент, но, к сожалению, это очень скучный альбом от исполнителя, который исполнял музыку гораздо лучше, чем эту. Это никому не рекомендуется, особенно поклонникам её музыки; это просто не идет ни в какое сравнение с её предыдущими достижениями».

## Список композиций
Диск первый
1. «Una lunga storia d’amore» (Джино Паоли) — 3:29
2. «Colori» (Андреа Ло Веккьо, Симон Лука) — 5:15
3. «Giuro di dirti la verità» (Кристиано Мальджольо, Коррадо Кастеллари) — 4:27
4. «Una canzone» (Витторио Де Скальци, Нико Ди Пало, Джанни Беллено, Рики Беллони) — 4:13
5. «La verità» (Серджо Бардотти, Армандо Тровайоли, Карло Пес) — 4:15
6. «Noi due nel mondo e nell’anima» (Роби Факкинетти, Валерио Негрини) — 4:25
7. «Fortissimo» (Лина Вертмюллер, Бруно Камфора) — 4:23
8. «Devo tornare a casa mia» (Микеле Анзоино, Дарио Балдан Бембо) — 3:55
9. «Non ti riconosco più» (Джина Бассо, Бруно Камфора)— 4:18
10. «Amore mio» (Никола Салерно, Сальваторе Адамо)— 3:40
11. «La notte (La nuit)» — 3:52
12. «Scrivimi» (Джованни Раймондо, Энрико Фрати) — 4:47
13. «Amore, amore, amore mio» (Коррадо Кастеллари, Гиацинто Де Митри) — 5:00
14. «Come stai?» (Массимилиано Пани, Джорджо Калабрезе, Клаудия Ферранди) — 4:35

Диск второй
1. «Lui, lui, lui» (Паоло Лимити, Массимилиано Пани) — 4:16
2. «L’altra metà di me» (Пьерджорджо Бенда) — 3:19
3. «E tu come stai?» (Клаудио Бальони) — 5:09
4. «Traditore» (Джорджио Фалетти) — 4:33
5. «Chitarra suona più piano» (Франка Эванджелисти, Марчелло Маррокки, Никола Ди Бари) — 3:18
6. «Nessuno al mondo (No Arms Can Ever Hold You)» (Нино Растелли, Арт Крафер, Джимми Небб) — 2:38
7. «Che male fa» (Пьеро Кассано, Альдо Стеллита, Карло Маррале) — 4:20
8. «La vita goccia a goccia» (Франко Калифано, Карло Пес)— 4:34
9. «Magia» (Андреа Ло Веккьо, Джино Паоли) — 4:20
10. «Adagio» (Паоло Лимити, Витторио Буффоли, Марио Нобиле) — 3:32
11. «Distanze» (Луиджи Альбертелли, Роберто Соффичи) — 4:39
12. «Oroscopo» (Кристиано Мальджольо, Коррадо Кастеллари) — 3:50
13. «Da capo» (Марко Лубретти, Риккардо Коччанте) — 3:21
14. «Un’ora» (Антонио Амурри, Бруно Канфора) — 3:27

## Чарты
| Чарт (2000)               | Высшая позиция |
| ------------------------- | -------------- |
| Италия (Classifica album) | 16             |